# Ágios Sýllas (Héraklion)
Ágios Sýllas, en grec moderne : Άγιος Σύλλας, est un village du dème de Héraklion, dans le district régional de Héraklion, de la Crète, en Grèce. Selon le recensement de 2011, la population d'Ágios Sýllas compte 546 habitants.
Le village est situé à une altitude de 210 m, en banlieue de Héraklion. Il est mentionné par Pietro Castrofilaca, en 1583, avec 265 habitants.